# Sensational Steve Alaimo
Sensational Steve Alaimo (in alcune discografie del cantante il titolo riportato è semplicemente Steve Alaimo) è una compilation del cantante pop statunitense Steve Alaimo, pubblicato dalla Crown Records nel 1963.

## Tracce

### LP (1963, Crown Records, CLP-5382/CST-382)
Lato A (CLP 5382-1)
1. I Want You to Love Me (Steve Alaimo & The Redcoats) – 2:15 (Steve Alaimo)
2. You Can Fall in Love (Steve Alaimo & The Red Coats) – 2:25 (Steve Alaimo)
3. Blue Skies (Steve Alaimo & The Redcoats) – 2:18 (Irving Berlin)
4. I Wanna Kiss You (Steve Alaimo & The Red Coats) – 1:42 (Steve Alaimo)
5. Home by Eleven (Steve Alaimo & The Red Coats) – 2:15 (Steve Alaimo)

Durata totale: 10:55
Lato B (CLP 5382-2)
1. She's My Baby (Steve Alaimo & The Red Coats) – 1:50 (Steve Alaimo)
2. The Week-End's Over (Steve Alaimo & The Redcoats) – 2:02 (Steve Alaimo)
3. Girls! Girls! Girls! (Steve Alaimo & The Redcoats) – 2:30 (Henry Stone, Steve Alaimo)
4. Should I Care (Steve Alaimo & The Red Coats) – 2:10 (Steve Alaimo)
5. Love Letters (Steve Alaimo & The Red Coats) – 1:57 (Steve Alaimo)

Durata totale: 10:29
- Durata brani (non accreditati sull'album) ricavati dai 45 giri originali

## Formazione

### Gruppo
Steve Alaimo & The Red Coats:
- Steve Alaimo – voce, chitarra
- Jim Alaimo – chitarra ritmica
- Brad Shapiro – basso
- Jim "Chris" Christy – batteria